# 4886 Kojima
4886 Kojima este un asteroid din centura principală, descoperit pe 1 martie 1981 de Schelte Bus.